# Parafia Trójcy Świętej w Jedlinie-Zdroju
Parafia Trójcy Świętej w Jedlinie-Zdroju znajduje się w dekanacie głuszyckim w diecezji świdnickiej.
Była erygowana w 1905 r. Jej proboszczem jest ks. prałat Ryszard Uryga. Z parafii tej pochodzi biskup ordynariusz senior zielonogórski Stefan Regmunt.

## Grupy parafialne
Schola Parafialna - "Apokaliptis", Liturgiczna Służba Ołtarza, Eucharystyczny Ruch Młodych

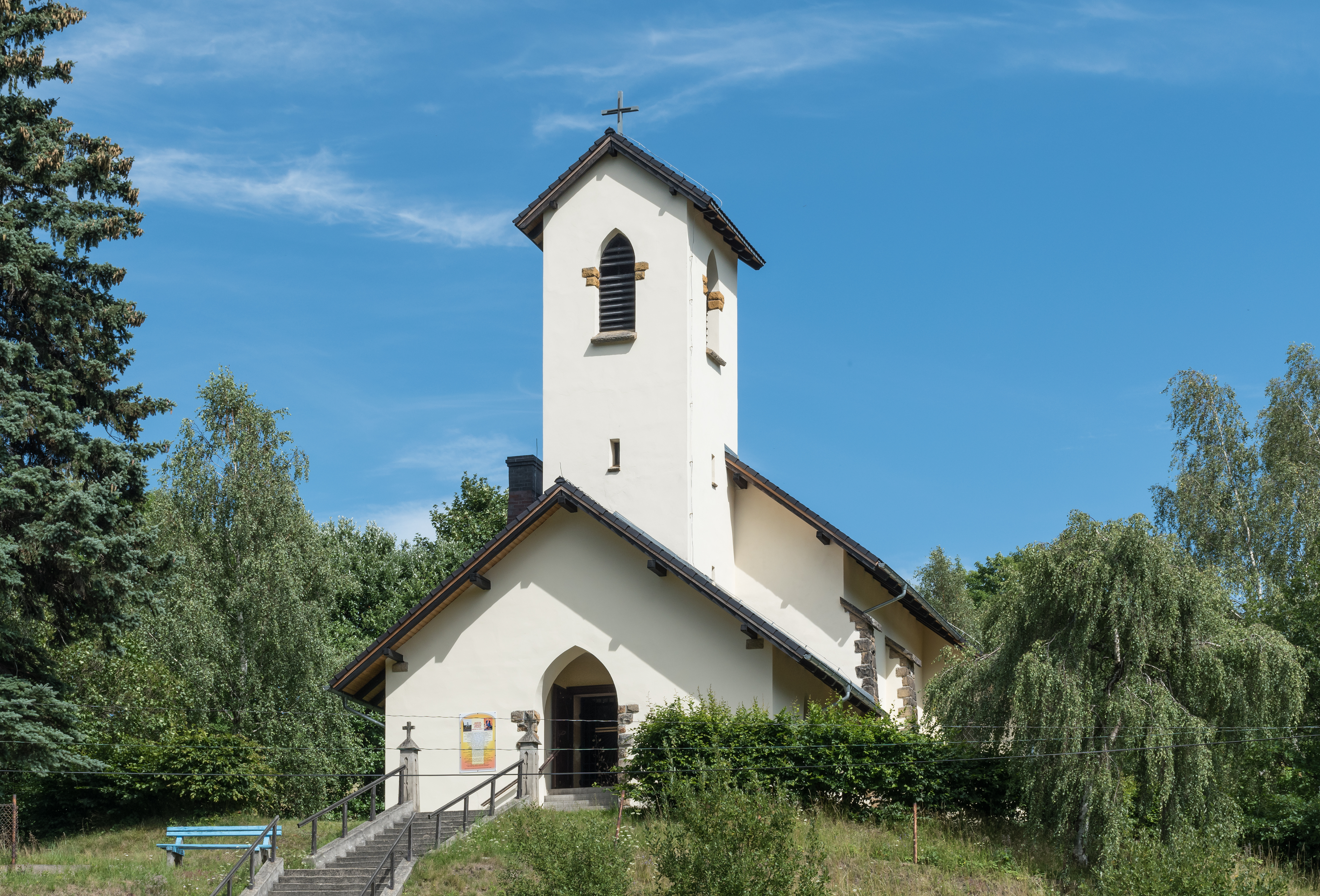
Kościół filialny w Kamieńsku